# Echimamish River
Der Echimamish River ist ein Nebenfluss des Nelson River in der kanadischen Provinz Manitoba.
Vom 17. bis ins 19. Jahrhundert war der Echimamish River Teil der Handelsroute der Hudson’s Bay Company zwischen ihrem nordamerikanischen Hauptquartier York Factory an der Hudson Bay und ihrem bedeutendsten Handelsposten im Inland, Norway House. Zwischen den 1820er Jahren und den 1840er Jahren folgte auch der York Factory Express, eine Fernhandelsroute der Hudson’s Bay Company zwischen der York Factory und dem Fort Vancouver im Columbia District, teilweise dem Flusslauf. Seit 2006 gehört er als Teil der Strecke von der York Factory zum Norway House, zusammen mit dem Hayes River und einem Teil des Nelson River, zum Canadian Heritage Rivers System.
Mit dem Bedeutungsverlust des Fellhandels zu Ende des 19. Jahrhunderts wurden auch die Wasserwege des Flusses kaum noch benutzt und so wird er heute nur noch von den ortsansässigen Cree und gelegentlich von Touristen befahren.